# Pavao I. Kurjaković
Pavao I. Kurjaković Krbavski († 1340.), hrvatski velikaš i krbavski knez iz velikaške obitelji Kurjakovića od plemenitog roda Gusića. Bio je srednji od trojice sinova kneza Kurjaka Gusića. U povijesnim zapisima zabilježen je prvi put 1322. godine kao jedan od svjedoka u posjedovnom sporu pred hrvatskim banom Mladenom II. Bribirskim (1312. – 1322.). S braćom Budislavom I. († iza 1346.) i Grgurom I. († 1360.) okrenuo se protiv bana Mladena i pristao uz hrvatsko-ugarskog kralja Karla I. Anžuvinca (1301. – 1342.).
Imao je sinove Budislava II., Ivana I., Dujma i Jurja I.